# Ponętlin

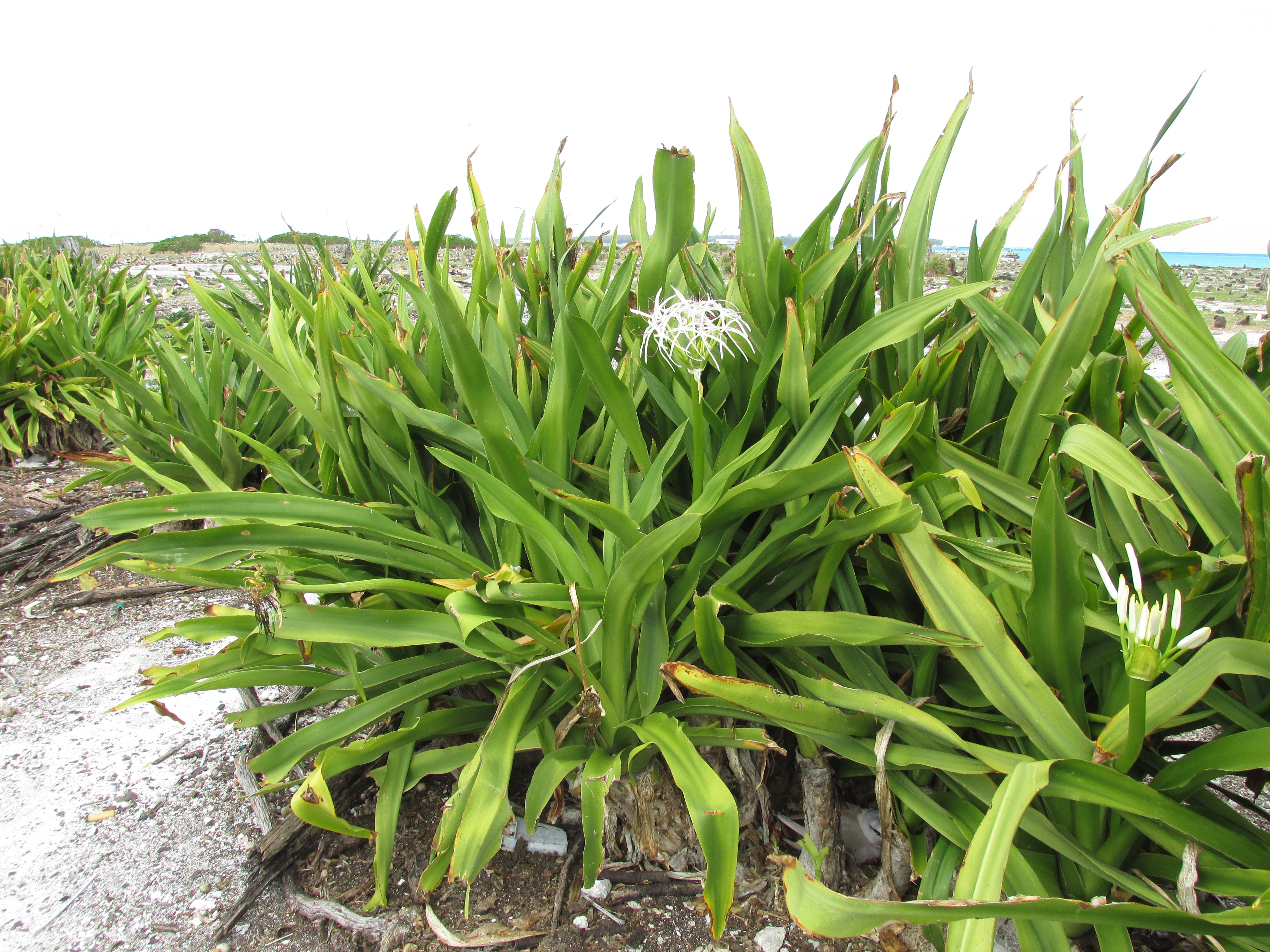
Crinum asiaticum

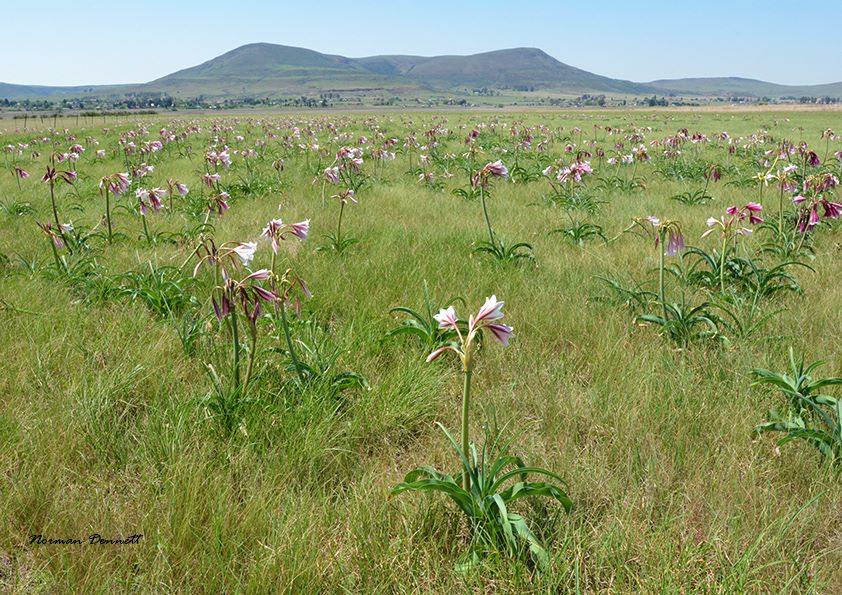
Crinum bulbispermum

Ponętlin, kryna, kryn, krynia (Crinum) – rodzaj roślin z rodziny amarylkowatych. Obejmuje ok. 65, od 65 do ponad 100, 113 gatunków. Najwięcej przedstawicieli rodzaj ma w Afryce na południe od Sahary, gdzie rośnie ponad 40 gatunków. Poza tym rośliny te spotykane są także na innych lądach w strefie międzyzwrotnikowej. Rosną na kontynentach amerykańskich od południowo-wschodniej części Stanów Zjednoczonych (między Karoliną Południową i Teksasem) poprzez Amerykę Centralną i Antyle po Peru, Paragwaj i środkową Brazylię w Ameryce Południowej. Obecne są na Madagaskarze i Półwyspie Arabskim, w południowo-wschodniej Azji (od Indii, poprzez Półwysep Indochiński, Chiny, Półwysep Koreański po Japonię). Występują także w Australii i na Nowej Gwinei. 
Liczne gatunki wykorzystywane są jako rośliny ozdobne i lecznicze.
Naukowa nazwa rodzajowa utworzona została z greckiego słowa krinon znaczącego „lilia”. W polskim nazewnictwie zwyczajowym w literaturze botanicznej i ogrodniczej rośliny z tego rodzaju określane są mianem „ponętlin” (też w formie „ponętlina”), czasem „krynia”, w literaturze akwarystycznej dominuje nazwa „krynia”.

## Morfologia

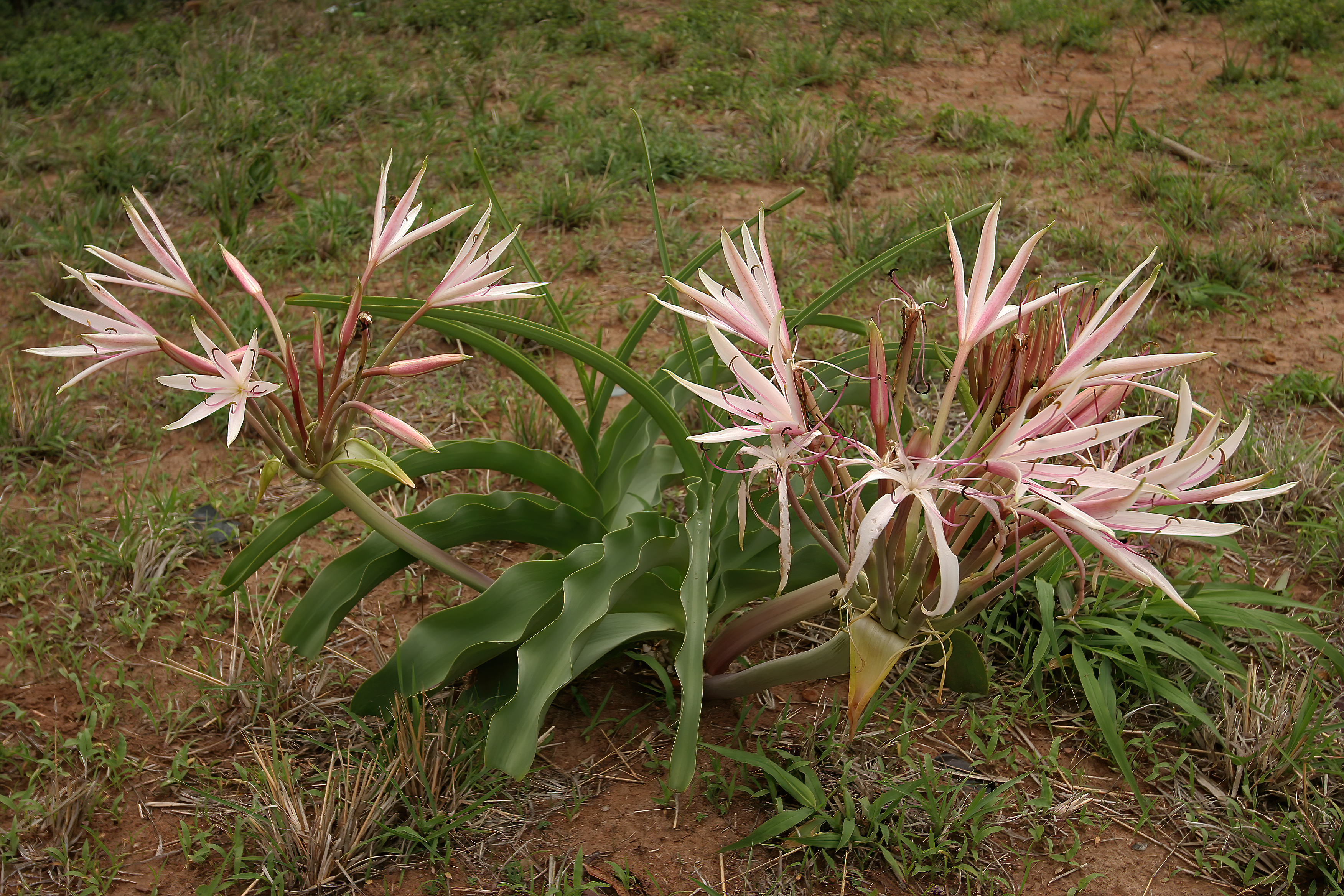
Crinum buphanoides

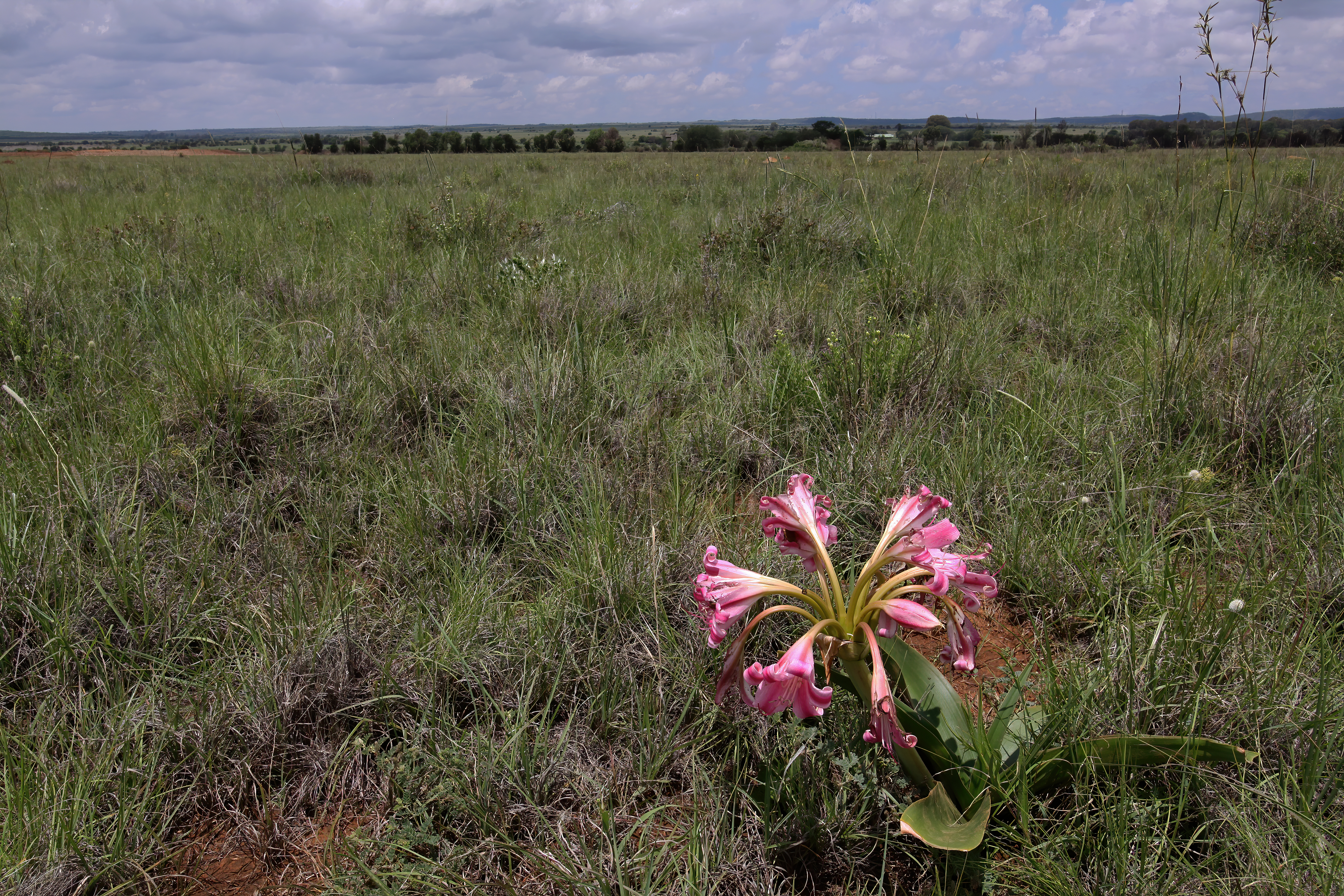
Crinum graminicola

PokrójRośliny z podziemnymi, mięsistymi cebulami, często okazałymi (do ponad 20 cm), okrytymi pozostałościami obumarłych liści. Osadzone są one płytko lub głęboko pod powierzchnią gleby.
LiścieCzęsto trwałe, skrętoległe, wszystkie zawsze odziomkowe, czasem ich nasady formują nibyłodygę. Blaszka często okazała, do 1,2–1,5 m długości (zanurzone i taśmowate liście C. thaianum osiągają nawet do 3 m długości), kształtu językowatego lub mieczowatego. Po ich roztarciu widoczne są włókna.
KwiatyWyrastają na nieulistnionej, pełnej łodydze (głąbiku) osiągającym ok. 1 m wysokości. Kwiaty zebrane w baldachy (rzadko pojedyncze). Kwiatostan podparty kilkoma szerokimi i okazałymi listkami okrywy. Kwiaty siedzące lub na wyrastające na szypułkach są obupłciowe, o budowie promienistej lub dwubocznie symetrycznej. Listki okwiatu w liczbie 6 zrośnięte są u nasady w rurkę, zwykle podobnej długości do wolnych i rozchylonych ich końców. Te mają kształt podługowaty, lancetowaty do równowąskiego, są płasko rozpostarte lub odginają się ku górze. Okwiat ma barwę czerwoną, różową lub białą, często listki są podłużnie kreskowane od spodu. Pręcików jest 6, wolnych, krótszych lub dłuższych od okwiatu. Wyrastają z nasadowych części listków okwiatu. Pylniki są równowąskie. Zalążnia dolna, trójkomorowa, powstaje z trzech owocolistków, zawiera po kilka lub bardzo wiele zalążków w każdej z komór. Szyjka słupka zwykle opadająca, zakończona drobnym główkowatym znamieniem lub nieznacznie trójłatkowym.
OwoceKulistawe torebki pękające nieregularnie lub niepękające. Często z dzióbkiem na szczycie, czasem mięsiste. Zawierają zielone lub czarne, okazałe, kulistawe nasiona. Łupina nasienna często korkowata, zwiększająca pływalność w wodzie.

## Biologia i ekologia
Większość gatunków rośnie na brzegach mokradeł, strumieni, rzek i wzdłuż morskich wybrzeży. Część gatunków związana jest z siedliskami wodnymi, niektóre tworzą ogromne populacje na dnach okresowo wysychających, płytkich jezior w Afryce Subsaharyjskiej. Liczne gatunki przystosowane są do dyspersji nasion za pomocą wody, zarówno słodkiej, jak i morskiej (w wodzie morskiej mogą zachowywać zdolność do kiełkowania po dwóch latach pływania). To też tłumaczy występowanie tych roślin zarówno w Nowym Świecie, jak i Starym Świecie – rzecz wyjątkowa wśród amarylkowatych. Część gatunków występuje też w formacjach trawiastych, np. typu veldt w południowej Afryce. Kwitną późnym latem i jesienią. Ich kwiaty są wonne.
Rośliny te zawierają alkaloidy o działaniu toksycznym – kontakt z ich sokiem może powodować podrażnienie skóry.

## Zastosowanie

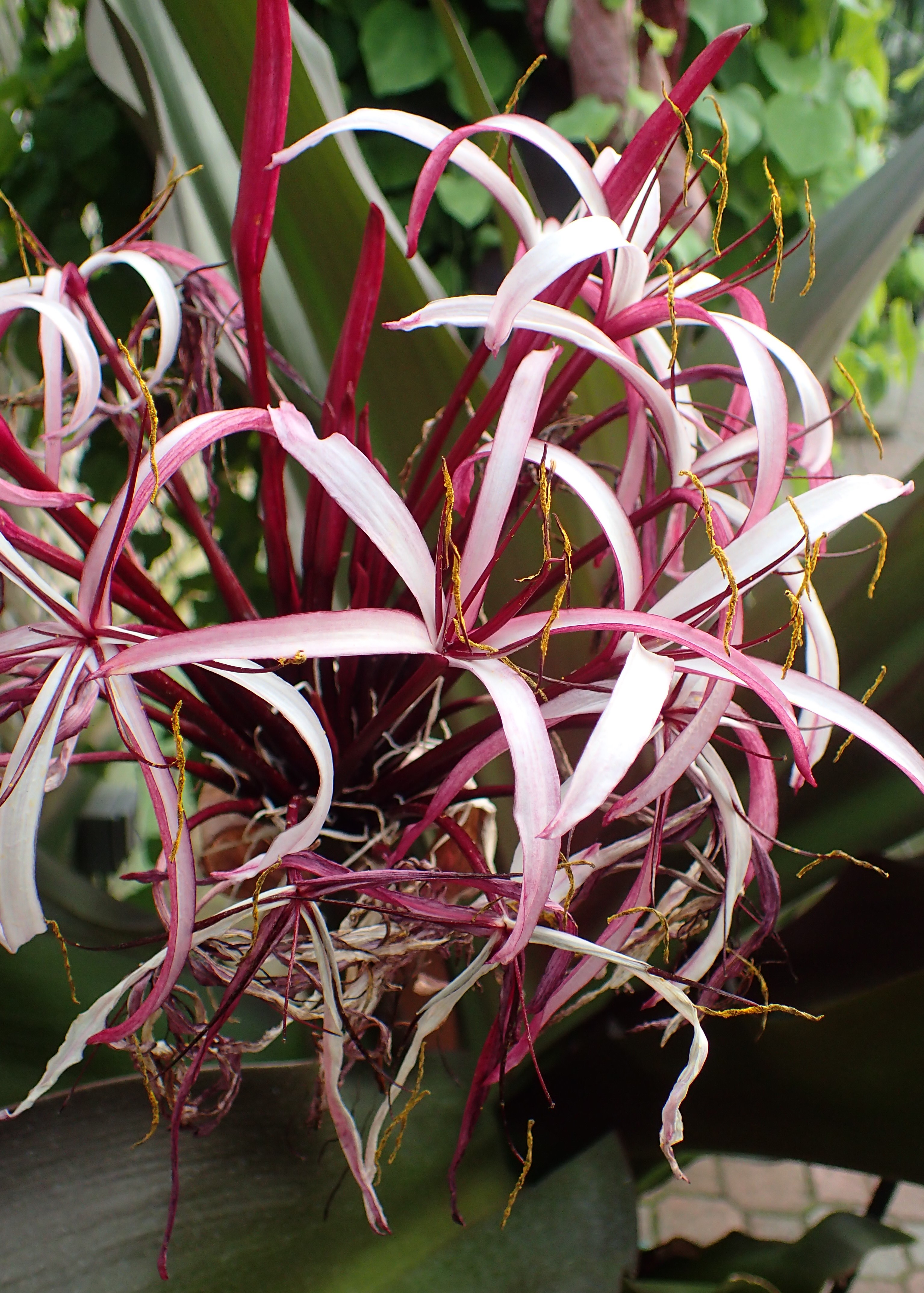
Kwiatostan odmiany mieszańcowej 'Purple Queen Emma'

Rośliny z tego rodzaju uprawiane są jako ozdobne, zwłaszcza C. asiaticum, C. flaccidum, C. kirkii, C. moorei i w postaci licznych odmian uprawnych ponętlin Powella C. ×powellii (C. bulbispermum × C. moorei). Rośliny te uprawiane są głównie w strefach klimatu ciepłego, mniej wrażliwy na mrozy jest ponętlin Powella i C. bulbispermum (mogą być uprawiane w strefie mrozoodporności 6). W uprawie rośliny te są trudne, rozmnażane są z nasion, zakwitają dopiero po kilku sezonach, wrażliwe są na ataki gąsienic i ślimaków. W warunkach Europy Środkowej rośliny uprawiane są w szklarniach i doniczkach (nierzadko pod błędną nazwą jako amarylis). Niektóre gatunki (np. C. thaianum, C. calamistratum, C. natans) uprawiane są jako rośliny akwariowe.
W południowej Afryce bulwy i liście wykorzystywane są w leczeniu chorób skóry i układu pokarmowego, choć stosowane są w niewielkich ilościach ze względu na znane ich działanie toksyczne. Liście ponętlina azjatyckiego na Sumatrze wykorzystywane są do okładów stosowanych przy reumatyzmie. C. latifolium służył w Wietnamie jako tradycyjny lek na problemy z prostatą i przekwitaniem. C. pedunculatum z Australii wykorzystywany był przez Aborygenów do łagodzenia skutków oparzeń przez parzydełkowce.

## Systematyka
Pozycja systematyczna

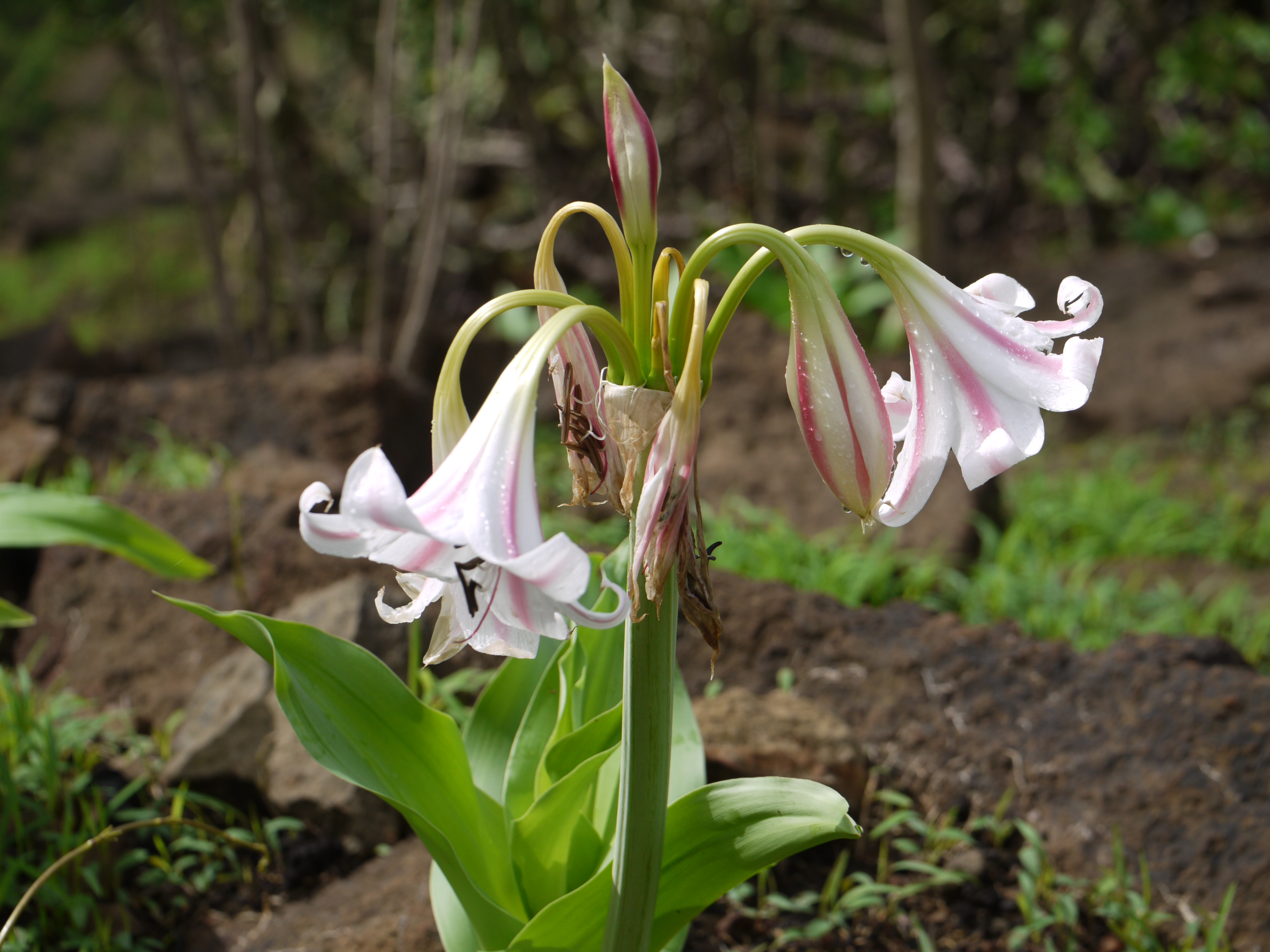
Crinum latifolium

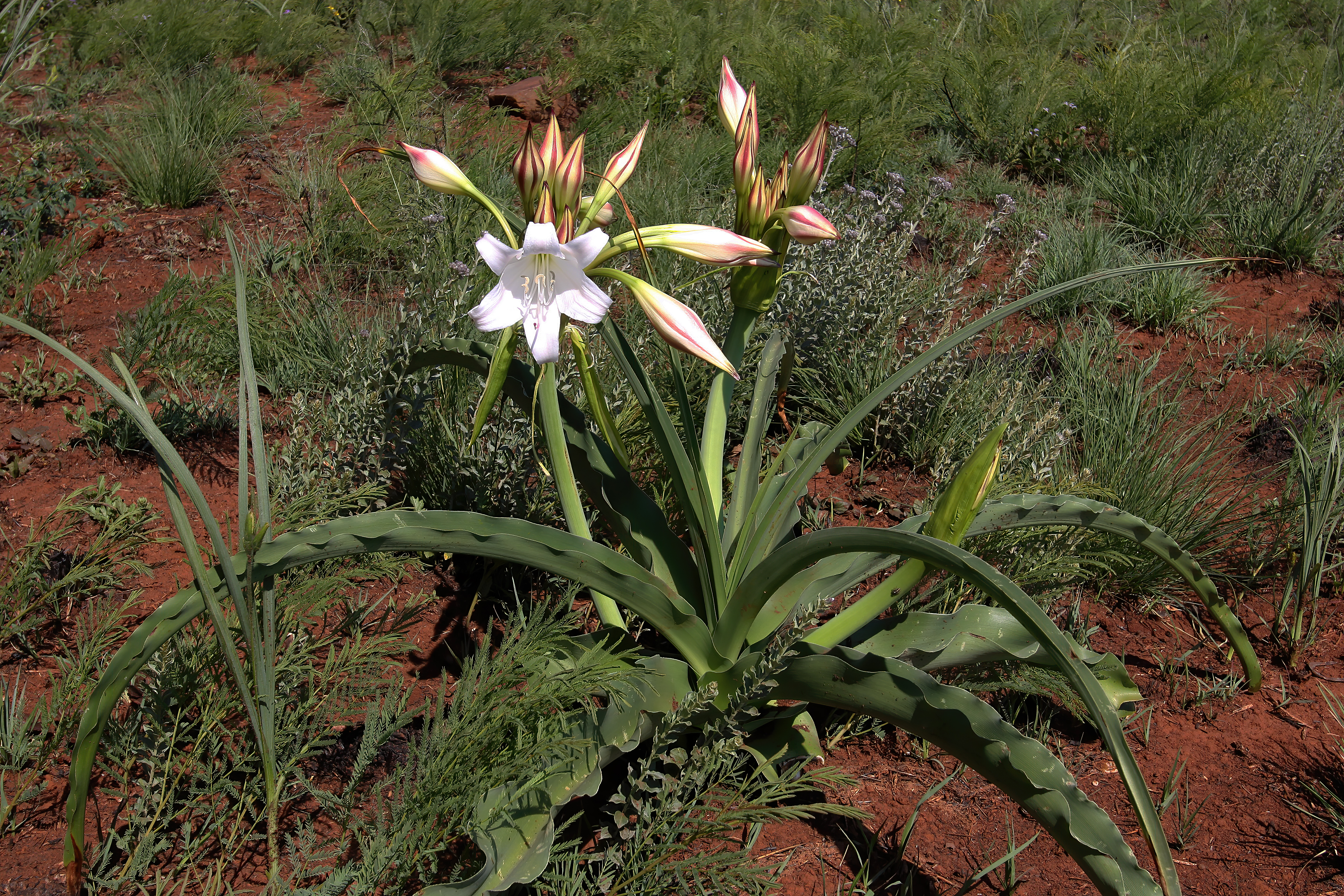
Crinum lugardiae

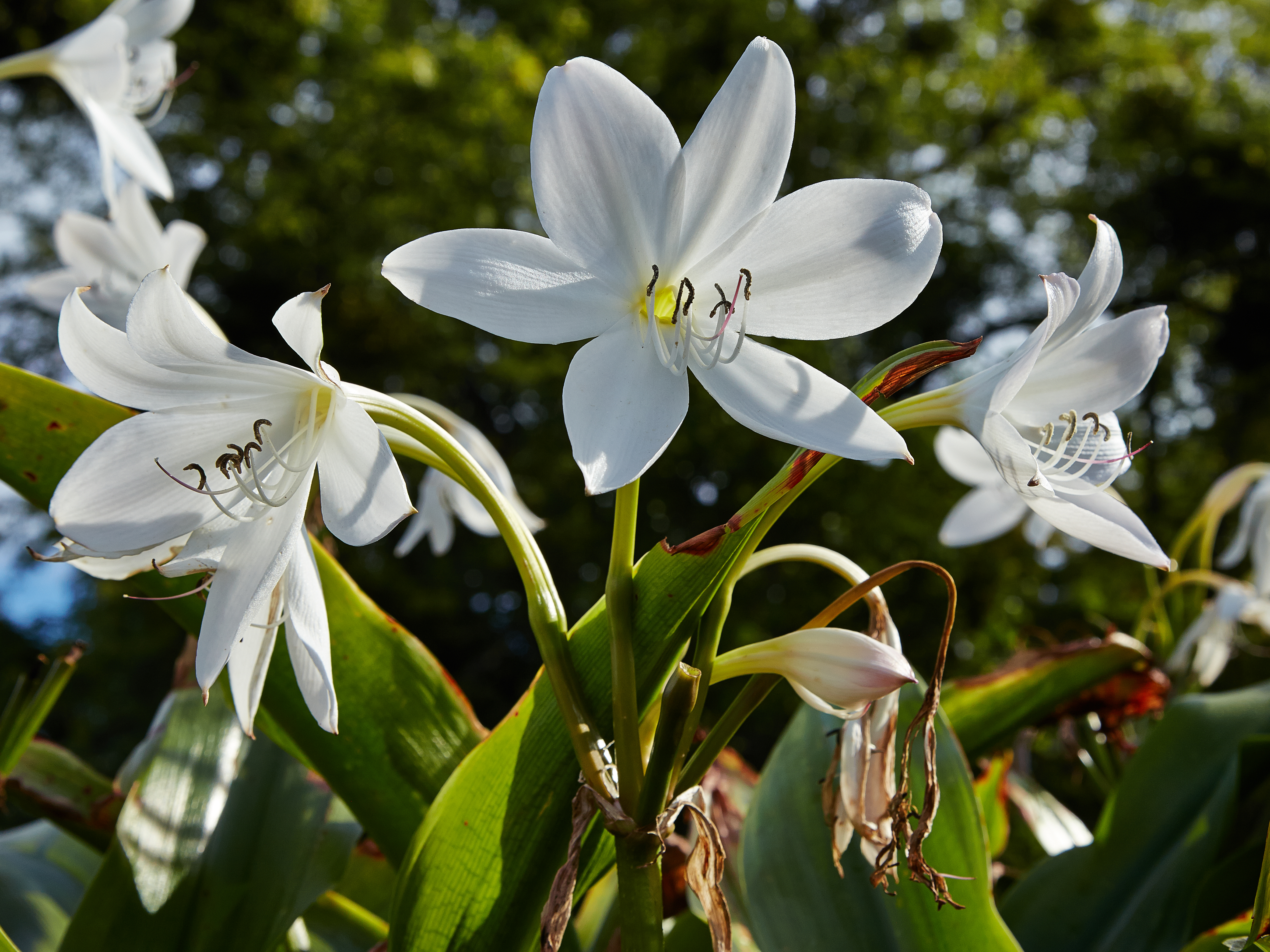
Crinum moorei

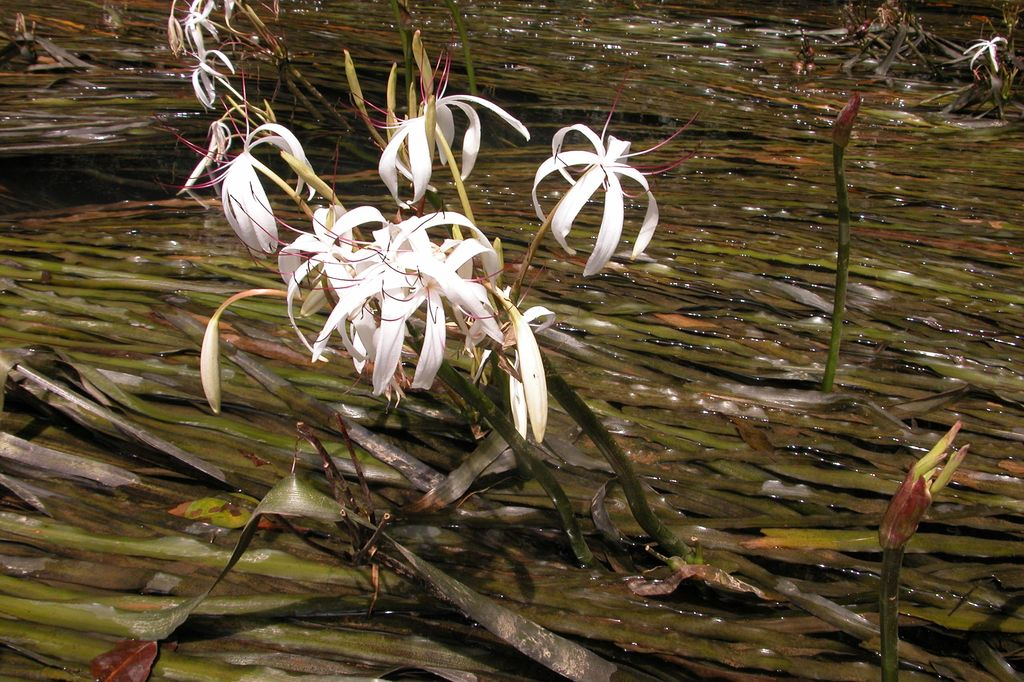
Crinum thaianum

Rodzaj z podplemienia Crininae Pax (1887), plemienia Amaryllideae J. St.-Hil. (1805), podrodziny amarylkowych Amaryllidoideae Burnett z rodziny amarylkowatych Amaryllidaceae. Do podplemienia należą poza ponętlinem: Boophone i Ammocharis. Ponętlin najbliżej spokrewniony jest  z Ammocharis, do którego też przeniesiono zagnieżdżony w tym rodzaju gatunek opisany pierwotnie jako Crinum baumii Harms (współcześnie Ammocharis baumii (Harms) Milne-Redh. & Schweick.).
W przeszłości w różnych systemach klasyfikowany był w szeroko ujmowanej rodzinie liliowatych.
W obrębie rodzaju przez długi czas stosowano podział na podrodzaje ustalony na podstawie różnic morfologicznych przez J. G. Baker w 1881. Nie odzwierciedla on jednak prawidłowo pokrewieństwa filogenetycznego w obrębie rodzaju.
Wykaz gatunków
- Crinum abyssinicum Hochst. ex A.Rich.
- Crinum acaule Baker
- Crinum album (Forssk.) Herb.
- Crinum ×amabile Donn ex Ker Gawl.
- Crinum amazonicum Ravenna
- Crinum americanum L.
- Crinum amoenum Ker Gawl. ex Roxb.
- Crinum amphibium Bjorå & Nordal
- Crinum arenarium Herb.
- Crinum asiaticum L. – ponętlin azjatycki[12]
- Crinum aurantiacum Lehmiller
- Crinum bakeri K.Schum.
- Crinum balfourii Mast.
- Crinum bambusetum Nordal & Sebsebe
- Crinum belleymei Hérincq
- Crinum biflorum Rottb.
- Crinum binghamii Nordal & Kwembeya
- Crinum brachynema Herb.
- Crinum braunii Harms
- Crinum brevilobatum McCue
- Crinum bulbispermum (Burm.f.) Milne-Redh. & Schweick.
- Crinum buphanoides Welw. ex Baker
- Crinum calamistratum Bogner & Heine – krynia rzemieniolistna[6]
- Crinum campanulatum Herb. – ponętlin dzwonkowaty[12]
- Crinum carolo-schmidtii Dinter
- Crinum crassicaule Baker
- Crinum darienense Woodson
- Crinum erubescens L.f. ex Aiton
- Crinum erythrophyllum Carey ex Herb.
- Crinum filifolium H.Perrier
- Crinum fimbriatulum Baker
- Crinum firmifolium Baker
- Crinum flaccidum Herb.
- Crinum forgetii C.H.Wright
- Crinum giessii Lehmiller
- Crinum gigas Nakai
- Crinum glaucum A.Chev.
- Crinum gracile G.Mey. ex C.Presl
- Crinum graciliflorum Kunth & C.D.Bouché
- Crinum graminicola I.Verd.
- Crinum hanitrae Lehmiller & Sisk
- Crinum hardyi Lehmiller
- Crinum harmsii Baker
- Crinum hildebrandtii Vatke
- Crinum humile Herb.
- Crinum jagus (J.Thomps.) Dandy
- Crinum jasonii Bjorå & Nordal
- Crinum joesmithii M.D.Barrett & R.L.Barrett
- Crinum kakaduensis Lehmiller & Lykos
- Crinum kirkii Baker
- Crinum kunthianum M.Roem.
- Crinum lakefieldensis Lehmiller, Lykos & R.Ham.
- Crinum latifolium L.
- Crinum lavrani Lehmiller
- Crinum lineare L.f.
- Crinum longitubum Pax
- Crinum lorifolium Roxb. – krynia łąkowa[14]
- Crinum lugardiae N.E.Br.
- Crinum macowanii Baker
- Crinum majakallense Baker
- Crinum malabaricum Lekhak & S.R.Yadav
- Crinum mauritianum G.Lodd.
- Crinum mccoyi Lehmiller
- Crinum minimum Milne-Redh.
- Crinum modestum Baker
- Crinum moorei Hook.f. – ponętlin Moora[12]
- Crinum muelleri Lehmiller & Lykos
- Crinum natans Baker – krynia pływająca[6]
- Crinum neroanum Lehmiller, Sisk & J.Zimmerman
- Crinum nordaliae Mabb.
- Crinum nubicum L.S.Hannibal
- Crinum oliganthum Urb.
- Crinum ornatum (Aiton) Herb.
- Crinum paludosum I.Verd.
- Crinum palustre Urb.
- Crinum papillosum Nordal
- Crinum parvibulbosum Dinter ex Overkott
- Crinum parvum Baker
- Crinum piliferum Nordal
- Crinum politifolium R.Wahlstr.
- Crinum pronkii Lehmiller
- Crinum purpurascens Herb.
- Crinum pusillum Herb.
- Crinum rautanenianum Schinz
- Crinum razafindratsiraea LehMill.
- Crinum roperense Lehmiller & Lykos
- Crinum rubromarginatum Lehmiller
- Crinum salsum Ravenna
- Crinum scillifolium A.Chev.
- Crinum serrulatum Baker
- Crinum solapurense S.P.Gaikwad, Garad & Gore
- Crinum stapfianum Kraenzl.
- Crinum stenophyllum Baker
- Crinum stracheyi Baker
- Crinum stuhlmannii Baker
- Crinum subcernuum Baker
- Crinum surinamense Ravenna
- Crinum thaianum J.Schulze – krynia tajlandzka[6]
- Crinum trifidum Nordal
- Crinum undulatum Hook.
- Crinum uniflorum F.Muell.
- Crinum variabile (Jacq.) Herb.
- Crinum venosum R.Br.
- Crinum verdoorniae Lehmiller
- Crinum virgineum Mart. ex Schult. & Schult.f.
- Crinum viviparum (Lam.) R.Ansari & V.J.Nair
- Crinum walteri Overkott
- Crinum wattii Baker
- Crinum welwitschii Baker
- Crinum wimbushi Worsley
- Crinum woodrowii Baker ex W.Watson
- Crinum xerophilum H.Perrier ex Lehmiller
- Crinum yorkensis Lehmiller, Lykos & R.Ham.
- Crinum zeylanicum (L.) L.